# Wörgl Hauptbahnhof
Wörgl Hauptbahnhof – główny dworzec kolejowy w Wörgl, położony na wschód od centrum miasta. Obsługuje około 30 tys. pasażerów dziennie.